# S-60直升機
賽考斯基 S-60直升機（英語：Sirkosky S-60)是一架塞考斯基飛機公司研發的運輸直升機原型機。於1961年的試飛中墜毀。

## 發展
1958 年，塞考斯基開始設計S-60“飛行吊車”原型機。S-60的機身採用簡單的“吊艙和吊桿”設計，發動機安裝在側吊艙中，長尾輪式起落架使其能夠跨載貨物。駕駛艙安置在機頭，後部安裝控制裝置，供副駕駛在裝卸操作期間使用。S-60有一個自動穩定係統，允許它精確地懸停。因為其動力的不足，塞考斯基為其安裝更加大馬力的引擎，並成為CH-54和S-64。

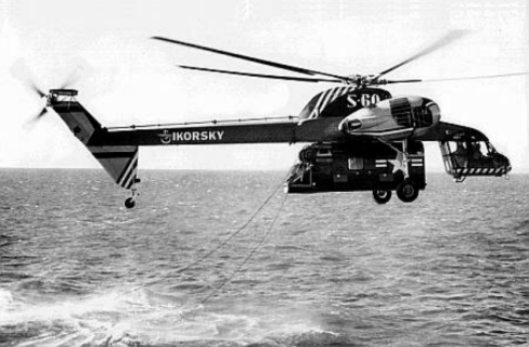
測試中的S-60

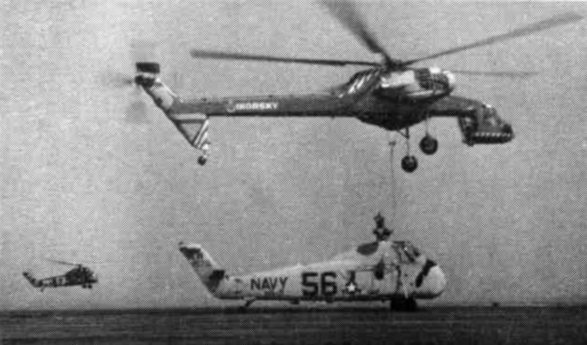
吊掛H-34 喬克托的S-60

## 外部連結
（页面存档备份，存于）